# Catasigerpes brunnerianus
Catasigerpes brunnerianus es una especie de mantis de la familia Hymenopodidae.

## Distribución geográfica
Se encuentra en Kenia y Somalia.